# せと末広町商店街

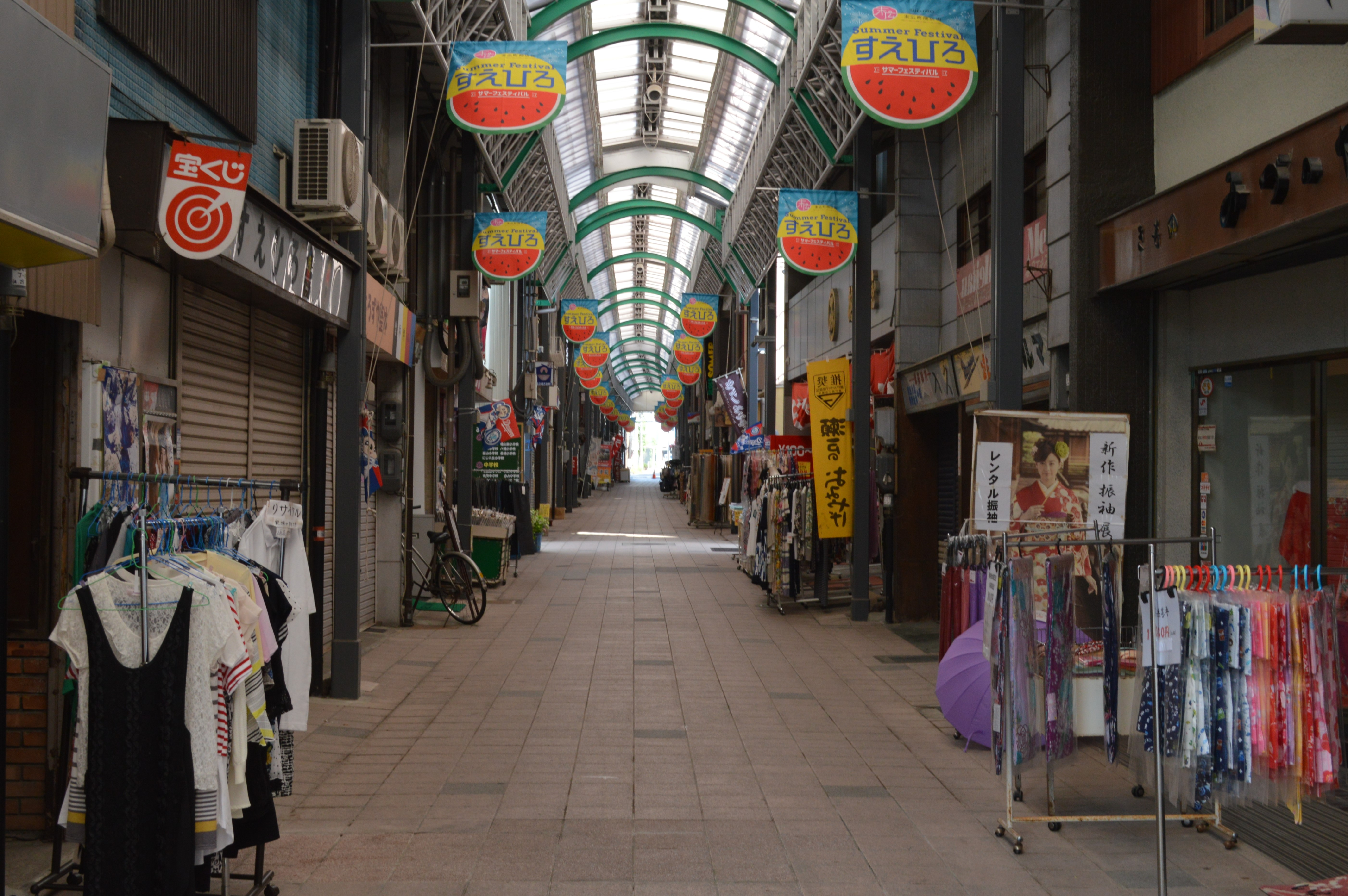
せと末広町商店街

せと末広町商店街（せとすえひろまちしょうてんがい）は、愛知県瀬戸市末広町にあるアーケード商店街。

## 特色
組合店舗数は約100店舗であり、瀬戸市で最も規模の大きな商店街である。「暮らしツタワル 心ツナガル」をキャッチコピーとしている。火曜日を定休日としている店舗が多い。車両の通行は禁止している。

## 地理

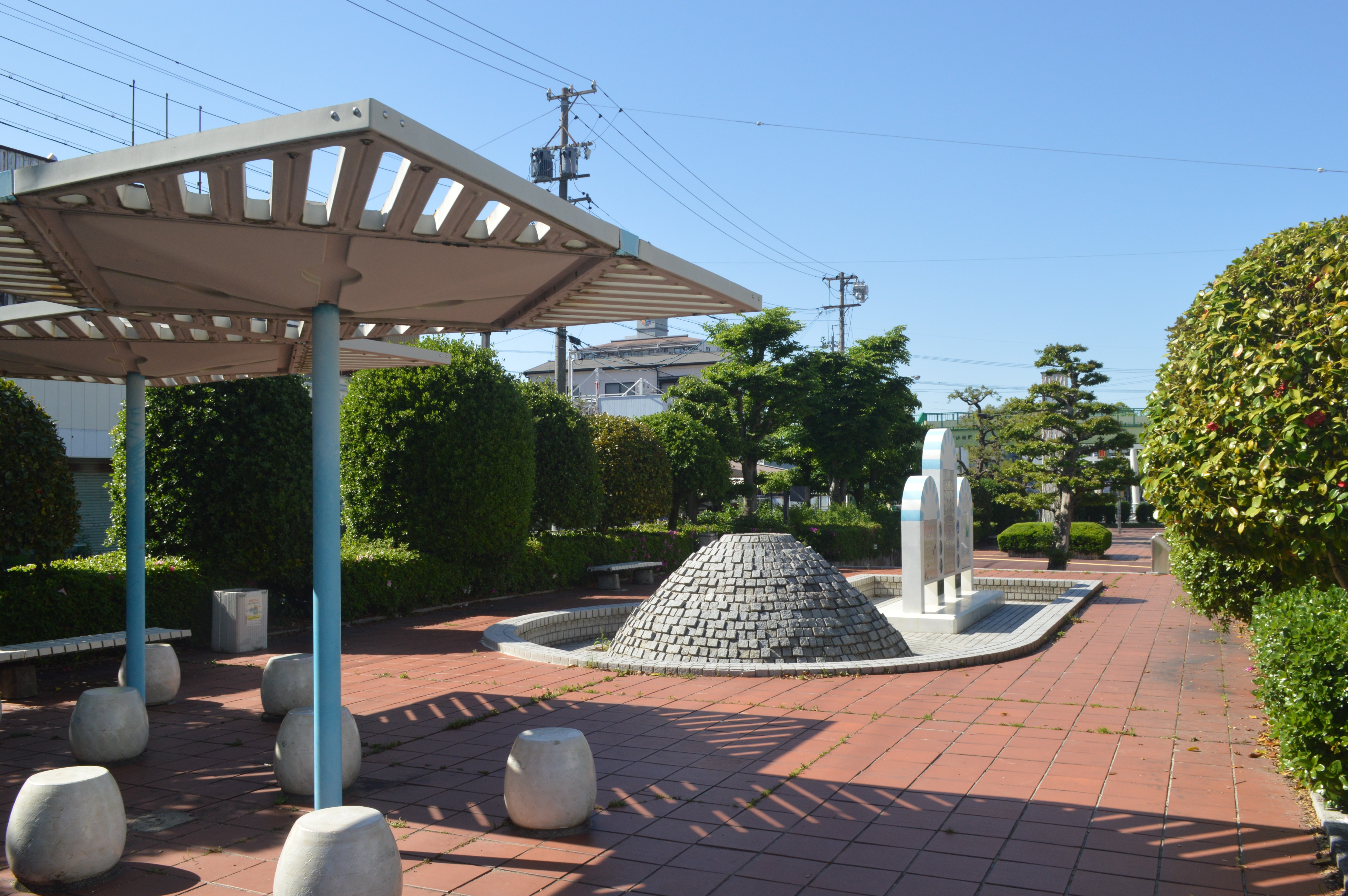
「バカ道路」にある宮川モール

瀬戸川の南側、末広町1丁目・2丁目・3丁目に所在し、街区の延長は約270メートルである。この270メートルの区間に全蓋式アーケードが設置されているが、西側の70メートルと東側の200メートルは「バカ道路」と呼ばれる道路で分断されている。
太平洋戦争末期の1945年（昭和20年）には瀬戸市も空襲を受けるようになり、5月に建物疎開が行われて造られたのが「バカ道路」である。建物疎開が行われた場所には洋品店・食堂・カメラ店などが所狭しと並んでいたが、少なくとも46軒が取り壊されたという。商店の一部は深川神社参道の宮前地下街に移転したが、移転先が見つからなかった店舗も多かった。「バカ道路」の中央部は宮川モールという公園になっている。
アーケード西側入口の前には案内処・集い処らくちんがある。1939年（昭和14年）に瀬戸警察署蔵所交番として建てられたものであり、瀬戸蔵を建設する際に道路を隔てた現在地に移築復元された。警察の紋章は陶器製であり、瓦屋根には織部釉が用いられた近代和風建築である。らくちんのすぐ東側には現役の交番である瀬戸警察署記念橋交番がある。

## 歴史

### 戦前

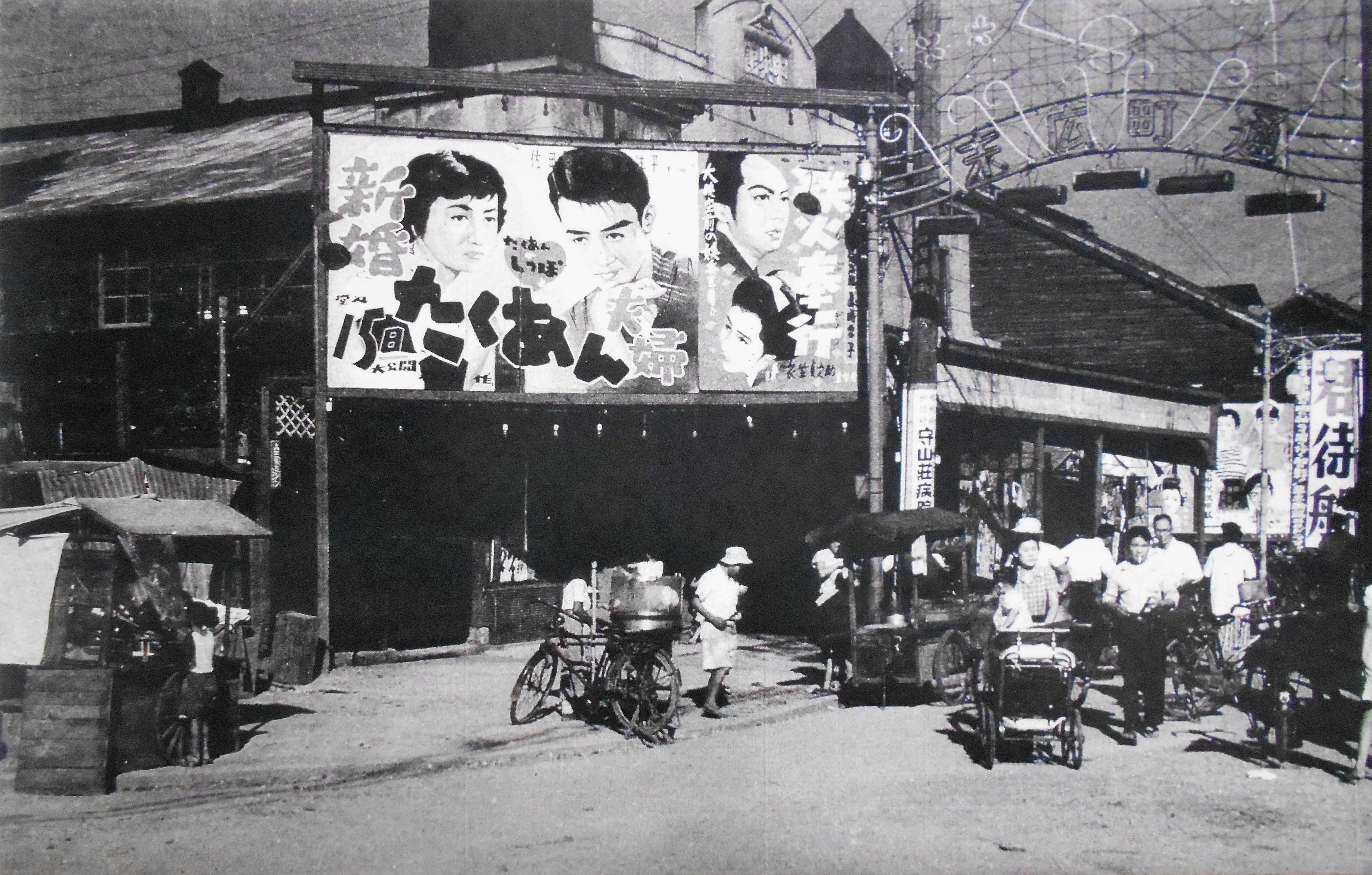
瀬戸中央館（1954年頃）

1897年（明治30年）には大廻戸の田地が埋めたてられ、完成した通りが末広町と命名された。南東の宝泉寺と北西の深川神社に挟まれていることから往来が多く、1913年（大正2年）8月には演芸場の大正館（1918年焼失、1923年には中央館として再建）が、1923年（大正12年）には活動写真館の末広館が開館した。
昭和初期には陶磁器（瀬戸焼）販売店の中に数軒の小売店がある程度だったが、1935年（昭和10年）頃には他地域から呉服店や洋服店が進出した。1937年（昭和12年）には発展会が設立され、当時としては珍しいスズラン燈が設置された。1940年（昭和15年）には通りがコンクリートで舗装された。映画館の中央館はモルタル造の看板建築だった。

### 戦後
1963年（昭和38年）には近代化事業として全蓋式アーケードが建設された。瀬戸市では初のアーケード商店街であり、せと銀座通り商店街に全蓋式アーケードが設置されたのは1964年（昭和39年）のことである。1968年（昭和43年）には末広町商店街振興組合が設立された。1974年（昭和49年）には床面がコンクリート製平板で舗装された。
1982年（昭和57年）3月13日には中央館の跡地に瀬戸中央劇場・ロマン中央の2館からなる映画館ビルが開館した。オープニング作品は瀬戸中央劇場が『ドラえもん のび太の大魔境』『忍者ハットリくん ニンニン忍法絵日記の巻』『怪物くん デーモンの剣』の3本立。ロマン中央が『機動戦士ガンダムⅢ めぐりあい宇宙』の1本立。1983年（昭和58年）7月23日公開の『南極物語』が同館における興行記録となり、瀬戸市最後の映画館となった後も健闘していたが、1993年（平成5年）1月30日に閉館した。
瀬戸市は1993年（平成5年）頃に廃業した松千代旅館を買収してギャラリーや休憩所などの施設を建設しようとしていたが、2001年（平成13年）には所有者の意向によって買収を断念した。
2006年（平成18年）8月4日には商店街振興組合が木造2階建ての空き店舗を改修し、寄席として使用できるコミュニティ施設のせと末広亭を開館させた。8月4日から3日間にはロコモコボンゴ!、竜宮亭無眠、笑皆亭吉笑などによる記念寄席が行われた。2007年（平成19年）6月から2008年（平成20年）2月には、アーケード東側の200メートルで床面の舗装の張り替えが行われた。舗装は淡いピンク色で統一され、東西の入口と中央部には三連登り窯の絵があしらわれた。
2012年（平成24年）に国が商店街まちづくり事業補助金を設けたことで、老朽化で雨漏りや耐震面の不安があったアーケード改修の機運が高まった。2014年（平成26年）には国・愛知県・瀬戸市から補助金を得て、総延長270メートルの全蓋式アーケードのうち東側の200メートルを改修した。事業費は1億3500万円であり、2/3を国、1/6を瀬戸市など、1/6を商店街振興組合が負担している。同年4月にアーケード改修工事が開始され、8月30日には竣工記念式典や記念イベントが開催、瀬戸市立水無瀬中学校吹奏楽部の演奏に合わせた通り初めなどが行われた。なお、同時期にはせと銀座通り商店街でも全蓋式アーケードを改修している。

## 店舗

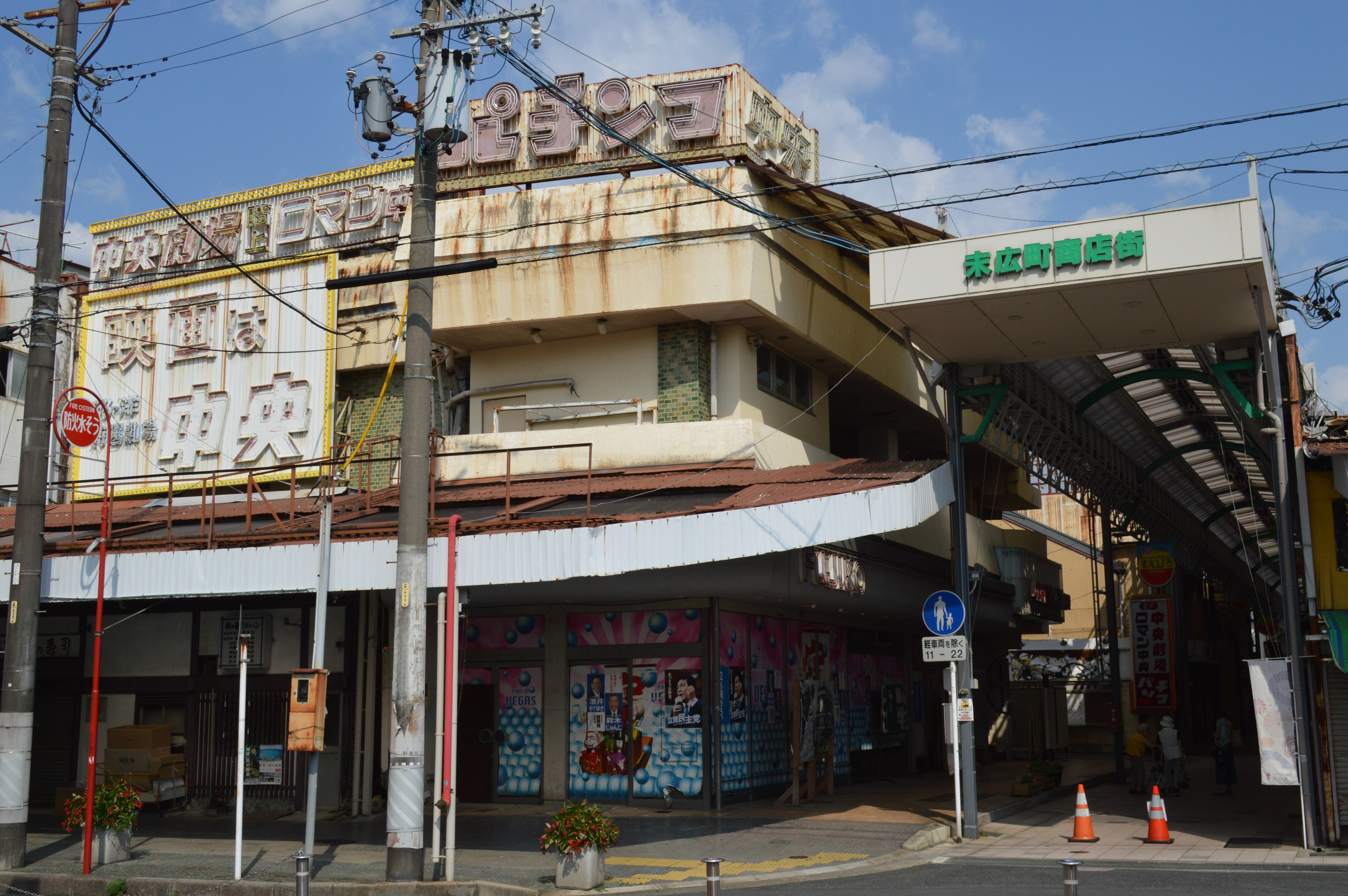
東側アーケード入口と瀬戸中央劇場跡地

喫茶店、八百屋、乾物屋、和菓子屋、金物屋、パン屋、呉服屋、洋服屋、生地屋、化粧品屋、雑貨屋、電器屋など、日用生活品の専門店が集まっている。
- せと末広亭 - 展示会や物品販売場として活用できるコミュニティスペース。2006年（平成18年）8月に開館し[14]、定期的に落語会が開催される[18]。
- 松千代館 - 廃業した旅館を活用したイベントスペース[19]。大正初期の建築であり、木造2階建て[12]。
- 中島呉服店 - 創業100年を超える老舗[20]。
- 呉服の橋角屋 - 創業100年を超える老舗[20]。
- 大力屋 - あんまきなど。創業80年を超える[20]。

## 定期行事
- 1月 - 初ゑびす
- 8月 - お中元売り出し
- 10月 - ハロウィン
- 12月 - お歳暮売り出し

## アクセス
- 名鉄瀬戸線尾張瀬戸駅から徒歩5分